# Fundação e Império
Fundação e Império (Foundation and Empire) é um romance de ficção científica escrito por Isaac Asimov. É o segundo volume da clássica Trilogia Fundação na série Fundação. O livro foi publicado originalmente como duas histórias na revista Astounding Science Fiction. A Parte 1 apareceu na edição de abril de 1945 de Astounding como "Dead Hand", enquanto a Parte 2 apareceu nas edições de novembro de 1945 e dezembro de 1945 como "The Mule". Apesar de ser o segundo livro publicado é o quarto na cronologia do universo. A segunda parte, "The Mule", ganhou um Prêmio Retro Hugo em 1996.

## Resumo do Enredo[1]

### O General
A primeira metade do livro, intitulada "O General", conta como o General Bel Riose do Império Galáctico coage a ajuda de um Siwenniano chamado Ducem Barr para confirmar as histórias sobre a Primeira Fundação. Depois de mais pesquisas, visitando o território da Primeira Fundação, Riose determina que eles são uma ameaça ao Império e declara guerra contra eles, tanto para cumprir seu dever para com o Império quanto para satisfazer sua busca pessoal pela glória.
Riose captura e interroga um mercador da Primeira Fundação chamado Lathan Devers, que revela a Barr que permitiu ser capturado para minar a operação de Riose por dentro. Devers é recebido por Ammel Brodrig, Secretário Privado do Imperador Cleon II que foi enviado para ficar de olho no general. Devers tenta implicar Riose em uma tentativa de derrubar o Cleon II, no entanto Brodrig muda de lado agora apoiando Riose. Barr nocauteia Riose antes que ele possa submeter Devers a um interrogatório mais eficaz e escapam na nave de Barr. Barr confessa a Devers que cooperou com Riose a fim de evitar a descoberta de uma rebelião Siwenniana planejada no caso do triunfo da Primeira Fundação sobre Riose.
Devers e Barr seguem para Trantor em uma última tentativa de colocar Cleon II contra Riose, envolvendo Riose em uma conspiração para derrubar Cleon com a ajuda de Brodrig. No entanto, em sua tentativa de subornar a cadeia da burocratas, eles são pegos em flagrante por um membro da Polícia Secreta, mas conseguem fugir do planeta antes de serem presos. Durante a fuga, eles interceptam notícias sobre a retirada e prisão de Bel Riose e Brodrig, o que leva à rebelião de Siwenna e ao fim da ameaça à Primeira Fundação.
Durante as festividades que comemoram a adesão de Siwenna à Primeira Fundação, Barr explica a Devers e ao príncipe mercador da Primeira Fundação, Sennet Forell, que o contexto social do Império tornou a vitória da Primeira Fundação inevitável, independentemente de quais ações eles e Bel Riose tomassem.
Somente um imperador e um general fortes poderiam ter ameaçado a Primeira Fundação. Caso o general fosse forte mas o imperador fraco, o general se voltaria para dentro do império para tomar o trono. Um imperador forte mais um general forte, forçaria o general a voltar sua atenção para a periferia do império, para novas conquistas. Entretanto um imperador só é forte por não permitir que súditos fortes prosperem, o que pode ameaça-lo, e o sucesso de Bel Riose o transformou em uma ameaça que Cleon II precisava eliminar. Com o Império se aproximando do fim e a Segunda Fundação não devendo ser encontrada até séculos depois, a Primeira Fundação não prevê mais oposição, no entanto, um conflito interno entre os príncipes mercadores da Primeira Fundação e os comerciantes é prenunciado.
Os personagens do imperador Cleon II e Bel Riose nesta história são baseados nos personagens do histórico imperador bizantino Justiniano I e seu general Belisário. Sua história era familiar para Asimov da sua recente leitura de Robert Graves romance de Conde Belisário, e do seu estudo anterior de Edward Gibbon 's História do Declínio e Queda do Império Romano , no qual toda a série é baseada frouxamente.
"The General" foi publicado pela primeira vez na edição de abril de 1945 da Astounding Science Fiction sob o título "Dead Hand".

#### O General
(publicado em abril de 1945 como Dead Hand )
É 200 E.F Um jovem general do Império Galáctico (que agora está em seu colapso) com o nome de Bel Riose visita um nobre siweniano chamado Ducem Barr (filho de Onum Barr, que tinha sido visitado por Hober Mallow , décadas atrás), o único cidadão do Império que conhece a Primeira Fundação e a Periferia, para discutir histórias sobre "mágicos na orla da Galáxia", chamados de a Primeira Fundação. Barr mostra a ele o escudo pessoal dado a ele por Hober Mallow quarenta anos antes, e lhe fala sobre o velho vice-rei do setor normando. Riose não acredita nas lendas sobre a Fundação no início, mas depois decide visitá-la pessoalmente.
Cerca de meio ano depois, o governo da Primeira Fundação (que inclui Sennet Forell, filho ilegítimo de Hober Mallow) discute o que aconteceu. Riose os visitou e partiu, mas eles roubaram uma de suas naves e interrogaram a tripulação. O prefeito, que é descrito como um tolo, não está presente. Enquanto isso, Riose traz Barr até ele para falar com ele mais uma vez. Ele conta o que aconteceu e faz um acordo com ele. Ele precisa de Barr para ajudá-lo em um ataque à Fundação. Em troca de seus serviços, ele promete absolver o assassinato de Barr do falecido vice-rei do setor normando.
Em Trantor, o atual imperador, Cleon II, que sofre de uma curiosa doença não diagnosticada, é informado por seu assessor faminto por poder, Lorde Ammuel Brodig, que Riose enviou um pedido de mais naves e disse que ele é um dos generais mais populares. Cleon está zangado com o pedido, pensando que Riose já tem naves o suficiente, mas aceita mesmo assim. Riose então começa sua ofensiva contra a Fundação no planeta Wanda. O Mercador Lathan Devers permite-se ser capturado para saber mais sobre os planos de Riose, que o interroga, embora pouco revele no interrogatório. Devers então é mantido preso junto com Barr. Devers pede provas de que Barr é realmente o sexto filho de Onum Barr, que escapou do massacre de Brodig, que ordenou o massacre de metade da população masculina de Siwenna. Barr mostra a ele o escudo pessoal e Devers aceita isso como prova suficiente tornando-se amigos.
Lord Brodig é nomeado representante do Imperador e encontra-se com Riose em Wanda. Eles concordam que Brodig interrogue Devers ainda mais. O sargento Mori Luk avisa Devers e Barr sobre o interrogatório de Brodig e sobre como ele é implacável e todas as coisas horríveis que fez. Brodig suborna com Devers para obter informações e Devers revela a ele que a Fundação tem os segredos da transmutação dos elementos, em troca de grandes quantias de dinheiro (já que Brodig é mais rico que o próprio Imperador). Brodig diz que eles tentaram subornar o general com Iridium e que agora sua recusa faz mais sentido.
Mais tarde, quando Riose vem para escanear Barr e Devers com outra sonda psíquica, ele recebe uma cápsula de mensagem de Brodig. Barr o nocauteia com o busto do imperador enquanto ele está lendo e eles pegam sua arma e a mensagem. Eles matam Mori Luk, que os ataca, acreditando que eles mataram Riose ao ver seu blaster. Eles então escapam de Wanda na nave de Devers. A bordo, eles discutem um pouco. Devers pensa que eles podem usar as palavras de Brodig na mensagem sobre "fins finais" para enganar o Imperador, fabricando evidências da suposta traição de Riose e Brodrig para encerrar a guerra com sua execução. Barr discorda. No final, eles concordam em ir a Trantor para confrontá-lo.
Em Trantor, eles começam sua tentativa de conseguir uma audiência com o Imperador. Devers suborna um oficial com o dinheiro que recebeu de Brodig para deixá-lo entrar sem identidade. Eles finalmente alcançam um comissário e exigem uma audiência com o imperador. Eles tentam negociar com ele para obtê-lo, mas ele revela que é um tenente da polícia disfarçado e atira em Barr, mas ele tem um escudo pessoal de Siwenna e mata o comissário. Eles fogem de Trantor, embora Devers agarre um jornal ao sair. Acontece que Cleon II convocou Riose e Brodig de qualquer maneira e acabou com a guerra.
Eles retornam à Fundação e Siwenna se torna o primeiro planeta a deixar a jurisdição do Império e se tornar um planeta controlado pela Fundação . Barr fala com Sennet Forell em Terminus, explicando a ele que, dado o estado de decadência do Império, qualquer combinação de General e Imperador estava fadada ao fracasso, já que nenhum Imperador poderia se dar ao luxo de ser destronado por um General muito bem sucedido e popular, nem correr o risco de liderar um faça campanha para si mesmo e deixe Trantor enquanto seus rivais planejam sua morte. Ele menciona a Segunda Fundação, mas Forell o dispensa. Barr então apresenta inimigos internos que não gostariam que a riqueza deixasse as mãos daqueles que trabalham para ela. A história termina aqui.

### O Mulo
Cerca de cem anos depois, o Império deixou de existir tanto no nome quanto na realidade, Trantor tendo sido saqueado por uma "frota bárbara". A Fundação se tornou a potência dominante na galáxia, controlando sua região por meio de sua rede de comércio. Infelizmente, a liderança da Fundação degenerou: o prefeito de Terminus é Indbur III, o neto ineficaz de um homem forte que tomou o poder e instituiu o governo hereditário.
Além dessa corrupção interna, uma ameaça externa surge na forma de um homem misterioso que é conhecido apenas como O Mulo . O Mulo, cujo nome real nunca é revelado, é uma aberração mental e possui a habilidade de sentir e manipular as emoções dos outros. Ele usa essa capacidade para assumir o controle dos sistemas independentes que fazem fronteira com a Fundação e os faz travar uma guerra contra a Fundação.
Enquanto seus vassalos conduzem a guerra, o Mulo viaja sob o disfarce de um palhaço refugiado chamado "Magnifico Giganticus" com os cidadãos da Fundação Toran Darell e Bayta Darell para diferentes mundos da Fundação. Ele usa suas habilidades para minar o esforço de guerra da Fundação, espalhando desespero e destruindo o moral. No final, a Fundação cai sem muita luta.
Ainda disfarçado de palhaço refugiado, ele viaja com os Darell, junto com o psicólogo Ebling Mis , para a Biblioteca Imperial de Trantor. Os Darells e Mis procuram entrar em contato com a Segunda Fundação , que eles acreditam ser capaz de derrotar o Mulo. O Mulo, por outro lado, deseja saber a localização da Segunda Fundação para que ele possa usar a tecnologia da Primeira Fundação para destruí-la.
Enquanto está na Grande Biblioteca, o Mulo secretamente estimula a mente de Ebling Mis, permitindo-lhe fazer descobertas poderosas. Infelizmente para Mis, as ações do Mulo fazem com que sua saúde se deteriore muito rapidamente. Enquanto Mis está morrendo, ele diz a Toran, Bayta e o Mulo que sabe onde está a Segunda Fundação. Pouco antes de revelar a localização da Segunda Fundação, no entanto, Bayta o mata, tendo percebido pouco antes que o palhaço renegado era na verdade a Mulo, matando Mis para impedi-lo de revelar o paradeiro da Segunda Fundação para o Mulo. Derrotado, o Mulo deixa os Darells em Trantor para ir e reinar sobre a Fundação e o resto de seu novo império.

#### O Mulo
(publicado em novembro e dezembro de 1945 como The Mule )

A segunda metade do livro, intitulada "O Mulo", ocorre aproximadamente cem anos após a primeira metade. O Império, após sua fase final de declínio e guerra civil, deixou de existir, Trantor sofreu "O Grande Saque" por uma "frota bárbara", e apenas um pequeno estado de 20 planetas agrícolas permanece. A maior parte da civilização galáctica se desintegrou em reinos bárbaros.
A Fundação se tornou a potência dominante na galáxia, controlando seu território por meio de sua rede comercial. O esboço do Plano Seldon se tornou amplamente conhecido, e os fundacionistas e muitos outros acreditam que, como previu eventos anteriores com precisão, a formação de um Segundo Império pela Fundação é inevitável. A liderança da Fundação tornou-se ditatorial e complacente, e muitos planetas externos pertencentes aos Mercadores planejam se revoltar.
Uma ameaça externa surge na forma de um homem misterioso conhecido apenas como O Mulo. O Mulo (cujo nome real nunca é revelado) é um mutante e possui a habilidade de sentir e manipular as emoções dos outros, geralmente criando medo e / ou devoção total em suas vítimas. Ele usa essa capacidade para assumir o controle dos sistemas independentes que fazem fronteira com a Fundação e os faz travar uma guerra contra ela. Diante desta nova ameaça, os comerciantes provinciais se unem aos líderes da Fundação central contra o Mulo, acreditando que ele seja a nova crise de Seldon.
Conforme o Mulo avança, os líderes da Fundação assumem que Seldon previu este ataque, e que o aparecimento da mensagem de crise do holograma programado de Seldon irá novamente lhes dizer como vencer. Para sua surpresa, eles descobrem que Seldon previu uma guerra civil com os Mercadores, não a ascensão do Mulo. A fita para de repente quando Terminus perde toda a força em um ataque do Mulo, e a Fundação cai.
Os cidadãos da Fundação Toran e Bayta Darell, junto com o psicólogo Ebling Mis e "Magnifico", um palhaço que foge do serviço do Mulo, viajam para diferentes mundos da Fundação, e finalmente para a Grande Biblioteca de Trantor. Os Darells e Mis procuram entrar em contato com a Segunda Fundação, que eles acreditam ser capaz de derrotar o Mulo. Eles também têm suspeitas de que o Mulo deseja saber a localização da Segunda Fundação, para que ele possa destruí-la, e assim controlar toda a galaxia.
Na Grande Biblioteca, Ebling Mis trabalha continuamente até que sua saúde se deteriore fatalmente. Enquanto Mis está morrendo, ele diz a Toran, Bayta e Magnifico que sabe onde está a Segunda Fundação. Antes que ele pudesse revelar a localização da Segunda Fundação, no entanto, Bayta o mata. Bayta percebeu, pouco antes, que Magnifico era na verdade o Mulo, que havia usado seus poderes em todos os planetas que haviam visitado anteriormente. Da mesma forma, ele forçou Mis a continuar trabalhando e encontrar o que o Mulo estava procurando. Bayta matou Mis para impedi-lo de revelar o paradeiro da Segunda Fundação ao Mulo.
Os Darells são deixados em Trantor. O Mulo sai para reinar sobre a Fundação e o resto de seu novo império. A existência da Segunda Fundação, como uma organização centrada na ciência da psicologia, em contraste com o foco da Fundação nas ciências físicas, é agora conhecida pelos Darells e pelo Mulo. Agora que o Mulo conquistou a Fundação, ele se destaca como a força mais poderosa da galáxia, e a Segunda Fundação é a única ameaça ao seu domínio sobre toda a galáxia. O Mulo promete que encontrará a Segunda Fundação.
"The Mule" foi publicado pela primeira vez com esse título nas edições de novembro e dezembro de 1945 da Astounding Science Fiction .

## Recepção
Groff Conklin descreveu a Fundação e o Império como "uma bela aventura galáctica fanfarrona [baseada] em um pensamento político-social extremamente obstinado, científico e maduro". Boucher e McComas , no entanto, declaram que "Qualquer pessoa com um conhecimento concordante de Gibbon, Breasted ou Prescott não encontrará novos conceitos [aqui], exceto os totalmente incompreensíveis contidos na própria ciência pessoal do autor de 'psico-história'."
Em 1996, "The Mule" recebeu retrospectivamente o Prêmio Hugo de melhor romance de 1945. A trilogia Foundation , da qual Foundation e Empire é o segundo livro, ganhou o Prêmio Hugo em 1966 de Melhor Série de Todos os Tempos.
O Visi-Sonor inspirou o Holofonor, um instrumento semelhante que aparece várias vezes no desenho animado Futurama.

## Os Romances de Asimov Ambientados No Universo DeRobôs/Império/Fundação
O prefácio de Prelúdio à Fundação contém a ordem cronológica dos livros de ficção científica de Asimov. Asimov afirmou que os livros de sua Série Robôs, Império e Fundação "oferecem uma espécie de história do futuro, que talvez não seja completamente consistente, já que eu não planejei consistência para começar". Asimov também observou que os livros em sua lista "não foram escritos na ordem em que (talvez) deveriam ser lidos".

Os seguintes romances estão listados em ordem cronológica por narrativa:
1. Eu Robô / I, Robot (1950)[15] - Um romance autônomo de concerto (fix-up - Uma correção (ou correção) é um romance criado a partir de vários contos de ficção que podem ou não ter sido inicialmente relacionados ou publicados anteriormente.) contendo 9 contos sobre robôs.
2. O Homem Positrônico / The Positronic Man (1992)[16] - Um romance autônomo co-escrito com Robert Silverberg, baseado na noveleta de Asimov de 1976 O Homem Bicentenario, "The Bicentennial Man".
3. Nêmesis / Nemesis (1989)[17] - Um romance autônomo vagamente conectado as série Robôs/Império/Fundação, ambientado nos primeiros dias das viagens interestelares.
4. As Cavernas de Aço / The Caves of Steel (1954) [18]- Primeira novela de R. Daneel Olivaw - Primeiro livro da Série Robôs.
5. O Sol Desvelado / The Naked Sun (1957) [19]- Segunda novela de R. Daneel Olivaw - Segundo livro da Série Robôs.
6. Os Robôs da Alvorada / The Robots of Dawn (1983) - Terceira novela de R. Daneel Olivaw - Terceiro livro da Série Robôs.
7. Robôs e Império / Robots and Empire (1985) - Quarta novela de R. Daneel Olivaw - Quarto livro da Série Robôs.
8. As Correntes do Espaço / The Currents of Space (1952) - Primeiro romance da Série Império.
9. Poeira de Estrelas / The Stars, Like Dust (1951) - Segundo romance da Série Império.
10. Pedra no Céu / Pebble in the Sky (1950) - Terceiro romance da Série Império.
11. Prelúdio a Fundação / Prelude to Foundation (1988) -Primeiro romance da Série Fundação.
12. Origens da Fundação / Forward the Foundation (1993) - Segundo romance da Série Fundação.
13. Fundação / Foundation (1951) - Terceiro romance da Série Fundação.
14. Fundação e Império / Foundation and Empire (1952) - Quarto romance da Série Fundação.
15. Segunda Fundação / Second Foundation (1953) - Quinto romance da Série Fundação.
16. Limites da Fundação / Foundation's Edge (1982) - Sexto romance da Série Fundação.
17. Fundação e Terra / Foundation and Earth (1986) - Sétimo romance da Série Fundação.
18. O Fim da Eternidade / The End of Eternity (1955)[20] - Um romance autônomo vagamente conectado à série Robôs/Império/Fundação, sobre uma organização que altera o tempo.

## Referencias
1. 1 2 3 4  author., Asimov, Isaac, 1920-1992,. Foundation and empire. [S.l.: s.n.] OCLC 1203143186
2. ↑  Vinicius, Paulo (19 de dezembro de 2014). «Resenha: "Fundação e Império" (Fundação vol. 2) de Isaac Asimov». Ficcoeshumanas. Consultado em 31 de dezembro de 2021
3. ↑  «Foundation and Empire | work by Asimov | Britannica». www.britannica.com (em inglês). Consultado em 31 de dezembro de 2021
4. ↑  Chalker, Jack L.; Mark Owings (1998). The Science-Fantasy Publishers: A Bibliographic History, 1923–1998. Westminster, MD and Baltimore: Mirage Press, Ltd. p. 301
5. ↑  «Foundation and Empire: One of Asimov's better books | Fantasy Literature: Fantasy and Science Fiction Book and Audiobook Reviews» (em inglês). Consultado em 31 de dezembro de 2021
6. ↑  David, Gevers, Nicholas (1997). Mirrors of the past : versions of history in science fiction and fantasy. [S.l.]: [S.l. : s.n., ?]. OCLC 860786924
7. ↑  «Charles Elkins- Isaac Asimov's FOUNDATION Novels: Historical Materialism Distorted into Cyclical Psycho-History». www.depauw.edu. Consultado em 31 de dezembro de 2021
8. ↑  Gunn, James E. (1982). Isaac Asimov, the foundations of science fiction. Oxford: Oxford University Press. OCLC 8032650
9. ↑  «Book Review: Foundation and Empire | Pikes Peak Library District». ppld.org. Consultado em 31 de dezembro de 2021
10. ↑  «BOOK REVIEW: Foundation and Empire, by Isaac Asimov». At Boundary's Edge (em inglês). 19 de agosto de 2020. Consultado em 31 de dezembro de 2021
11. ↑  Galaxy's 5 Star Shelf", Galaxy Science Fiction, January 1953, p.97
12. ↑  "Recommended Reading," F&SF, January 1953, p.90
13. ↑  Cohen, David X. (2003). Futurama season 4 DVD commentary for the episode "The Devil's Hands Are Idle Playthings" (DVD). 20th Century Fox.
14. 1 2  1920-1992., Asimov, Isaac, (2011), Prelude to Foundation, ISBN 978-0-307-97061-9, Penguin Random House Audio Publishing Group, OCLC 1056996354, consultado em 19 de dezembro de 2021
15. ↑  author., Asimov, Isaac, 1920-1992,. I, Robot. [S.l.: s.n.] OCLC 1159898073
16. ↑  1920-1992., Asimov, Isaac, (2004), The positronic man, ISBN 0-7927-3266-9, BBC Audiobooks America, OCLC 224314073, consultado em 19 de dezembro de 2021
17. ↑  Verfasser, Asimov, Isaac 1920-1992. Nemesis Roman. [S.l.: s.n.] OCLC 75682996
18. ↑  author., Asimov, Isaac, 1920-1992,. The caves of steel. [S.l.: s.n.] OCLC 1030533556
19. ↑  Isaac., Asimov, (2014), The Naked Sun, ISBN 978-0-8041-9123-4, Penguin Random House Audio Publishing Group, OCLC 982627215, consultado em 19 de dezembro de 2021
20. ↑  Isaac., Asimov, (2020). The end of eternity. [S.l.]: Del Rey. OCLC 1194591688